# Carlos Quintana (futbolista)
Carlos Gustavo David Quintana (Glew, Buenos Aires, Argentina; 11 de febrero de 1988) es un futbolista profesional argentino que se desempeña como defensa central. Actualmente juega en el Club Atlético Rosario Central de La Liga Profesional.

## Trayectoria

### Lanús
A los doce años de edad llegó al Granate; Al principio Carlos era delantero pero cuando llegó a Lanús, el equipo buscaba un central y lo llevaron para que se mostrara en el equipo. Su primer período en Lanús sería largo ya que permaneció hasta 2010 y jugó un total de 56 partidos (Entre la Primera División, la Copa Libertadores y la Copa Sudamericana). Su segundo período sería más breve en el que solo disputaría 4 partidos de manera oficial entre el 2011 y 2012. Los títulos obtenidos durante su paso por Lanús son únicamente el Torneo Apertura 2007.

### Huracán
Llegó al Globo como refuerzo para disputar el Torneo Apertura 2010. Fue un paso breve por el club de Parque Patricios; disputó un total de 23 partidos de manera oficial entre el Torneo Apertura 2010 y el Torneo Clausura 2011.

### Douglas Haig
Llegó a Douglas Haig de Pergamino para disputar la Primera B Nacional, jugó un total de 34 partidos de forma oficial.

### Patronato
Llegó a Patronato en 2014 para pelear por el ascenso a Primera División. Hecho que tomaría tiempo en consumarse ya que recién se dio en la temporada siguiente (Primera B Nacional 2015) en la lucha por el segundo ascenso. Jugó un total de 54 partidos de manera oficial en Patronato.
Luego de la temporada 2015 de la B Nacional deja Patronato para sumarse a Talleres de Córdoba.

### Talleres
Llegó al Matador como refuerzo para luchar por el ascenso en la Temporada 2016 de la Primera B Nacional; es el primer refuerzo confirmado del equipo para el campeonato. Fue una temporada más que ejemplar en la que fue titular en casi todos los partidos y su equipo terminó invicto el campeonato. Con Talleres consiguió Carlos su segundo título en su carrera.
Decide quedarse en Talleres para jugar la Primera División 2016/17 y Talleres le renovó su contrato hasta 2018.

### Rosario Central
Luego del cambio de autoridades en la Comisión Directiva del club, el 27 de diciembre de 2022 se lo oficializa como primer refuerzo del plantel de Rosario Central para la temporada 2023, donde es dirigido por Miguel Ángel Russo. El 16 de diciembre de 2023 gana la Copa de la Liga Profesional 2023 tras vencer a Platense 1 a 0.

## Estadísticas

### Clubes
| Club                         | Div.                | Temporada           | Liga  | Liga  | Copas nacionales | Copas nacionales | Torneos internacionales | Torneos internacionales | Total | Total | Media goleadora |
| Club                         | Div.                | Temporada           | Part. | Goles | Part.            | Goles            | Part.                   | Goles                   | Part. | Goles | Media goleadora |
| ---------------------------- | ------------------- | ------------------- | ----- | ----- | ---------------- | ---------------- | ----------------------- | ----------------------- | ----- | ----- | --------------- |
| Lanús Argentina              | 1.ª                 | 2007                | 3     | 0     | —                | —                | —                       | —                       | 3     | 0     | 0.00            |
| Lanús Argentina              | 1.ª                 | 2008                | 20    | 1     | —                | —                | 10                      | 0                       | 30    | 1     | 0.03            |
| Lanús Argentina              | 1.ª                 | 2009                | 7     | 1     | —                | —                | 1                       | 0                       | 8     | 1     | 0.13            |
| Lanús Argentina              | 1.ª                 | 2010                | 3     | 0     | —                | —                | —                       | —                       | 3     | 0     | 0.00            |
| Lanús Argentina              | 1.ª                 | 2011                | —     | —     | —                | —                | —                       | —                       | 0     | 0     | 0.00            |
| Lanús Argentina              | 1.ª                 | 2012                | 4     | 0     | —                | —                | —                       | —                       | 4     | 0     | 0.00            |
| Lanús Argentina              | Total club          | Total club          | 37    | 2     | 0                | 0                | 11                      | 0                       | 48    | 2     | 0.04            |
| Huracán Argentina            | 1.ª                 | 2010                | 18    | 2     | —                | —                | —                       | —                       | 18    | 2     | 0.11            |
| Huracán Argentina            | 1.ª                 | 2011                | 6     | 1     | —                | —                | —                       | —                       | 6     | 1     | 0.17            |
| Huracán Argentina            | Total club          | Total club          | 24    | 3     | 0                | 0                | 0                       | 0                       | 24    | 3     | 0.13            |
| Douglas Haig Argentina       | 2.ª                 | 2012-13             | 19    | 1     | 1                | 0                | —                       | —                       | 20    | 1     | 0.05            |
| Douglas Haig Argentina       | 2.ª                 | 2013-14             | 35    | 0     | —                | —                | —                       | —                       | 35    | 0     | 0.00            |
| Douglas Haig Argentina       | Total club          | Total club          | 54    | 1     | 1                | 0                | 0                       | 0                       | 55    | 1     | 0.02            |
| Patronato Argentina          | 2.ª                 | 2014                | 14    | 1     | —                | —                | —                       | —                       | 14    | 1     | 0.07            |
| Patronato Argentina          | 2.ª                 | 2015                | 41    | 5     | 1                | 0                | —                       | —                       | 42    | 5     | 0.12            |
| Patronato Argentina          | 1.ª                 | 2022                | 16    | 1     | 13               | 0                | —                       | —                       | 29    | 1     | 0.00            |
| Patronato Argentina          | Total club          | Total club          | 71    | 7     | 14               | 0                | 0                       | 0                       | 85    | 7     | 0.08            |
| Talleres (C) Argentina       | 2.ª                 | 2016                | 19    | 0     | 1                | 0                | —                       | —                       | 20    | 0     | 0.00            |
| Talleres (C) Argentina       | 1.ª                 | 2016-17             | 13    | 0     | 1                | 0                | —                       | —                       | 14    | 0     | 0.00            |
| Talleres (C) Argentina       | 1.ª                 | 2017-18             | 18    | 2     | 1                | 0                | —                       | —                       | 19    | 2     | 0.11            |
| Talleres (C) Argentina       | 1.ª                 | 2018-19             | 10    | 0     | 2                | 0                | —                       | —                       | 12    | 0     | 0.00            |
| Talleres (C) Argentina       | Total club          | Total club          | 60    | 2     | 5                | 0                | 0                       | 0                       | 65    | 2     | 0.03            |
| Argentinos Juniors Argentina | 1.ª                 | 2018-19             | 10    | 1     | 6                | 0                | 4                       | 1                       | 20    | 2     | 0.1             |
| Argentinos Juniors Argentina | 1.ª                 | 2019-20             | 20    | 2     | 4                | 0                | 4                       | 0                       | 28    | 2     | 0.07            |
| Argentinos Juniors Argentina | 1.ª                 | 2020-21             | —     | —     | 11               | 0                | —                       | —                       | 11    | 0     | 0.00            |
| Argentinos Juniors Argentina | Total club          | Total club          | 30    | 3     | 21               | 0                | 8                       | 1                       | 59    | 4     | 0.07            |
| Rosario Central Argentina    | 1.ª                 | 2023                | 24    | 2     | 17               | 0                | —                       | —                       | 41    | 2     | 0.05            |
| Rosario Central Argentina    | 1.ª                 | 2024                | 11    | 2     | 13               | 1                | 10                      | 1                       | 34    | 4     | 0.12            |
| Rosario Central Argentina    | 1.ª                 | 2025                | 20    | 1     | 2                | 0                | —                       | —                       | 22    | 1     | 0.05            |
| Rosario Central Argentina    | Total club          | Total club          | 55    | 5     | 32               | 1                | 10                      | 1                       | 97    | 7     | 0.07            |
| Total en su carrera          | Total en su carrera | Total en su carrera | 309   | 22    | 62               | 1                | 28                      | 2                       | 398   | 25    | 0.06            |
| 1. 2. 3.                     |                     |                     |       |       |                  |                  |                         |                         |       |       |                 |

## Palmarés
| Título             | Equipo          | País      | Año      |
| ------------------ | --------------- | --------- | -------- |
| Primera División   | Lanús           | Argentina | A - 2007 |
| Primera B Nacional | Talleres (C)    | Argentina | 2016     |
| Copa Argentina     | Patronato       | Argentina | 2022     |
| Copa de la Liga    | Rosario Central | Argentina | 2023     |